# William H. Steeves
William Henry Steeves (ur. 20 maja 1814, zm. 9 grudnia 1873) – kanadyjski polityk drugiej połowy XIX wieku, związany z prowincją Nowy Brunszwik. Był uczestnikiem konferencji w Charlottetown i Quebecu. Zaliczany jest do grona Ojców Konfederacji, której był zwolennikiem.
Steeves rozpoczął swą karierę w prywatnej przedsiębiorczości, lecz już w 1846 wraz z wyborem do zgromadzenia legislacyjnego Nowego Brunszwiku wszedł w świat polityki. W 1851 został powołany do rady legislacyjnej, a w latach 1854–1865 był członkiem gabinetu ministerialnego. Sprawował funkcje naczelnego mierniczego ziemskiego i komisarza robót publicznych. Był delegatem swej prowincji w komitecie budowy Kolei Intrekolonialnej. Steeves wziął udział w obu konferencjach konfederacyjnych. Po 1867 jego polityczna kariera załamała się.